# Bremelanotida
Bremelanotida, também conhecido pelo nome comercial Vyleesi, é um fármaco utilizado pela medicina principalmente como estimulante sexual feminino. É um afrodisíaco sintético atuando no sistema nervoso central.

## Histórico
A intenção do desenvolvimento do bremelanotide era como agente de bronzeamento solar e na prevenção de câncer de pele. Nos estudos com animais observou-se a tendência de ereções nos animais. Este evento, motivou a empresa Palatin Technologies, de Nova Jersey, a investir no seu possível uso no tratamento de disfunções sexuais.
Estudos feitos em ratos mostaram droga instiga a excitação sexual nas fêmeas.